# Bunchosia palmeri
Bunchosia palmeri är en tvåhjärtbladig växtart som beskrevs av S. Wats.. Bunchosia palmeri ingår i släktet Bunchosia och familjen Malpighiaceae. Inga underarter finns listade i Catalogue of Life.